# Karl Diegner
Karl-Heinz Diegner (ur. 1943 w Braniewie) – niemiecki artysta rzeźbiarz i pisarz współczesny.

## Życiorys

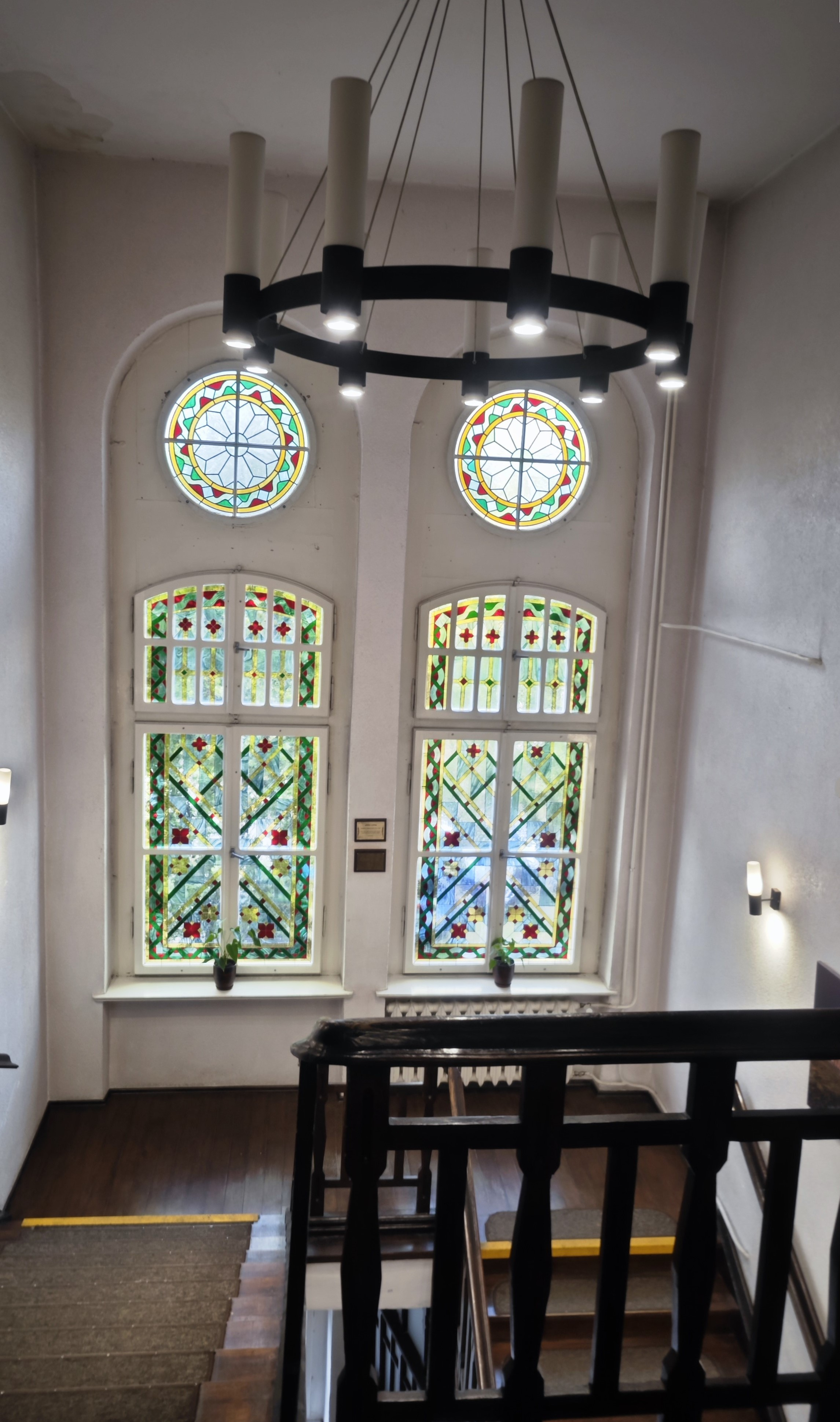
Witraże ufundowane przez Karla Diegnera i jego siostrę Heide Neumann do zabytkowego budynku w Braniewie

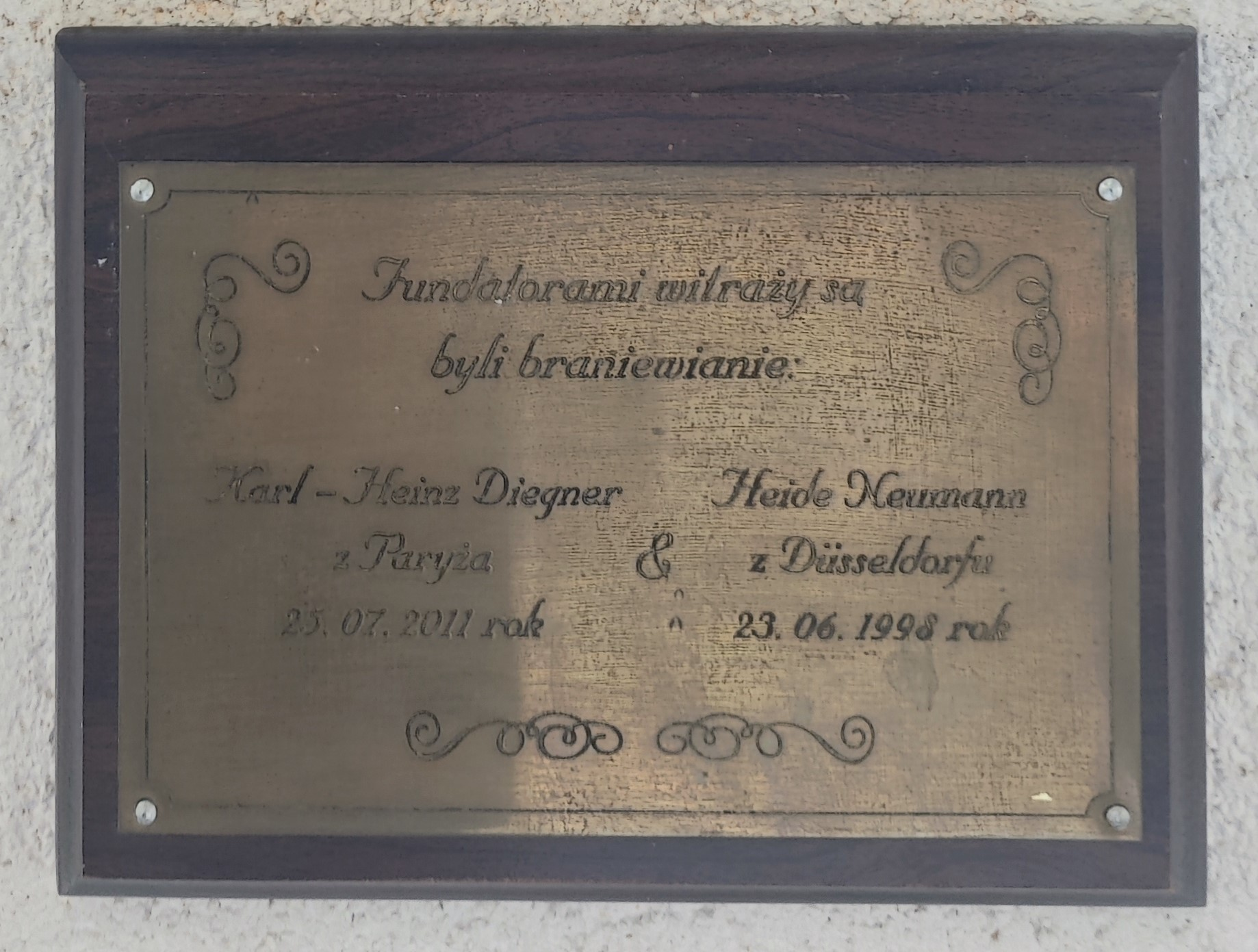
Tablica upamiętniająca fundatorów

Urodził się w Braniewie w Prusach Wschodnich. Dzieciństwo spędził w Szlezwiku-Holsztynie, niedaleko Kilonii. W 1963 roku rozpoczął studia inżynierskie w Düsseldorfie, a jednocześnie uczęszczał na bezpłatne kursy w Akademii Sztuk Pięknych. W 1968 roku wyjechał na dłuższy pobyt do Paryża. W latach 1978–1983 przebywał w Brazylii, tam rozpoczął pracę nad rzeźbami w alabastrze. Pierwsza wystawa jego dzieł miała miejsce w 1983 w São Paulo. W 1997 założył pracownię rzeźbiarską w Lubéron w Prowansji (południowa Francja). Obecnie (2024) Karl-Heinz Diegner mieszka i pracuje w Cabrières-d’Avignon oraz w Paryżu. Przez ostatnie dwadzieścia lat brał udział w około trzydziestu wystawach. W listopadzie 2018 roku wydał swoją pierwszą powieść La Baigneuse du Wannsee, napisaną w języku francuskim. W 2021 wydał kolejną Les racines d'une imposture, której akcja rozgrywa się w 1936, podczas wojny domowej w Hiszpanii.

## Wybrane wystawy

### Indywidualne
- Karl-Heinz Diegner: Pierre De Femme, Galerie Frederic Moisan, Paris, France (2015)
- Karl-Heinz Diegner: L'envol, Galerie Frederic Moisan, Paris, France (2020)
- Karl-Heinz Diegner: Abstraction Figurative, Galerie Frederic Moisan, 3e, Paris, France (2024)

### Grupowe
- Group show, Galerie Frederic Moisan, Paris, France (2014)
- Collective exhibition of the artists of the gallery, Galerie Frederic Moisan, Paris, France (2017)
- Collective exhibition, Galerie Frederic Moisan, Paris, France (2017)
- Les artistes de la Galerie s'exposent, Galerie Frederic Moisan, Paris, France (2018)

Prace Karla Diegnera były również eksponowane w wielu znaczących galeriach, jak Galerie Frédéric Moisan.